# 코린토스 동맹
코린토스 동맹은 기원전 337년 겨울, 마케도니아의 필리포스 2세가 주도하여 그리스 도시국가들이 맺은 일종의 군사 동맹이다. '코린토스 동맹'이라는 명칭 자체는 현대의 역사가들이 붙였다.
코린토스에서 처음 이 동맹에는 스파르타를 제외한 모든 그리스와 섬지방의 국가대표들이 평화를 지키기로 서약하고 필리포스 2세를 의장(헤게몬)으로 인정함으로써 출범했다. 이는 필리포스가 카이로네아 전투에서 승리하여 그리스 세계의 주도권을 완전히 장악했기에 가능한 일이었다. 
첫 번째 모임에서 필리포스가 주도하여 페르시아에 대한 침략을 결의 했는데 이 동맹의 주요 규약은 다음과 같다.
- 구성원들의 자체 헌법과 규범은 가입당시의 그대로 존중된다.
- 모든 국가들의 대표로 이루어진 의회(시네드리온')를 구성하고 모임은 코린토스에서 갖는다.
- 평화가 깨지거나 위협받는 경우에 필요한 행동을 숙고하고 결정할 권한은 시네드리온에 있다.
- 일단 결정이 이루어지고 나면 그것을 집행할 책임은 의장인 필리포스에게 있다.
- 국가들은 의장의 요구에 따라 병력이나 선박을 제공할 의무가 있고 그 할당량은 의회에서 갖는 투표권에 따라 결정한다.
- 동맹은 페르시아 제국과 전쟁을 벌이기로 결정하고 필리포스를 그 군대의 사령관으로 한다.

필리포스나 마케도니아는 평의회에 대표를 보내지 않았지만 필리포스가 권력을 수중에 쥐고 이 조직체를 실질적으로 움직인다는 것은 너무도 당연히 인정되는 사실이었는데 코린토스는 마케도니아 군대가 그리스에 주둔하는 3개의 도시 중에 하나였기 때문이다. (나머지 2개는 테베, 암브라키아) 
기원전 336년 필리포스가 암살당하자 그의 아들인 알렉산드로스 대왕이 동맹의 의장이 되어 페르시아 원정을 수행하였다. 그러나 알렉산드로스의 사후 해체되고 나중에 한 번 더 조직되었다가 다시 해체되었다.

## 같이 보기
- 마케도니아 왕국